# Krążkownica wrębiasta

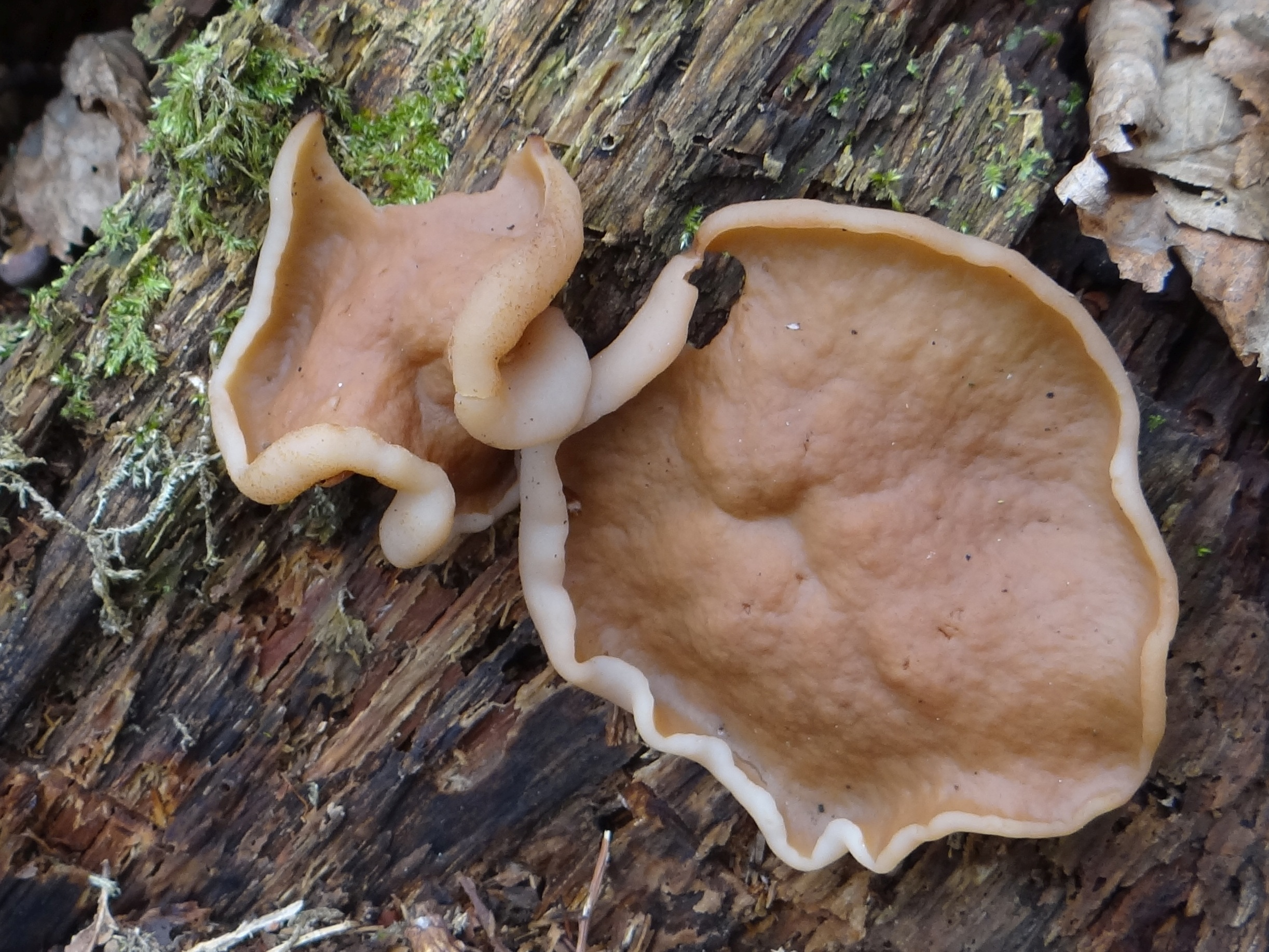

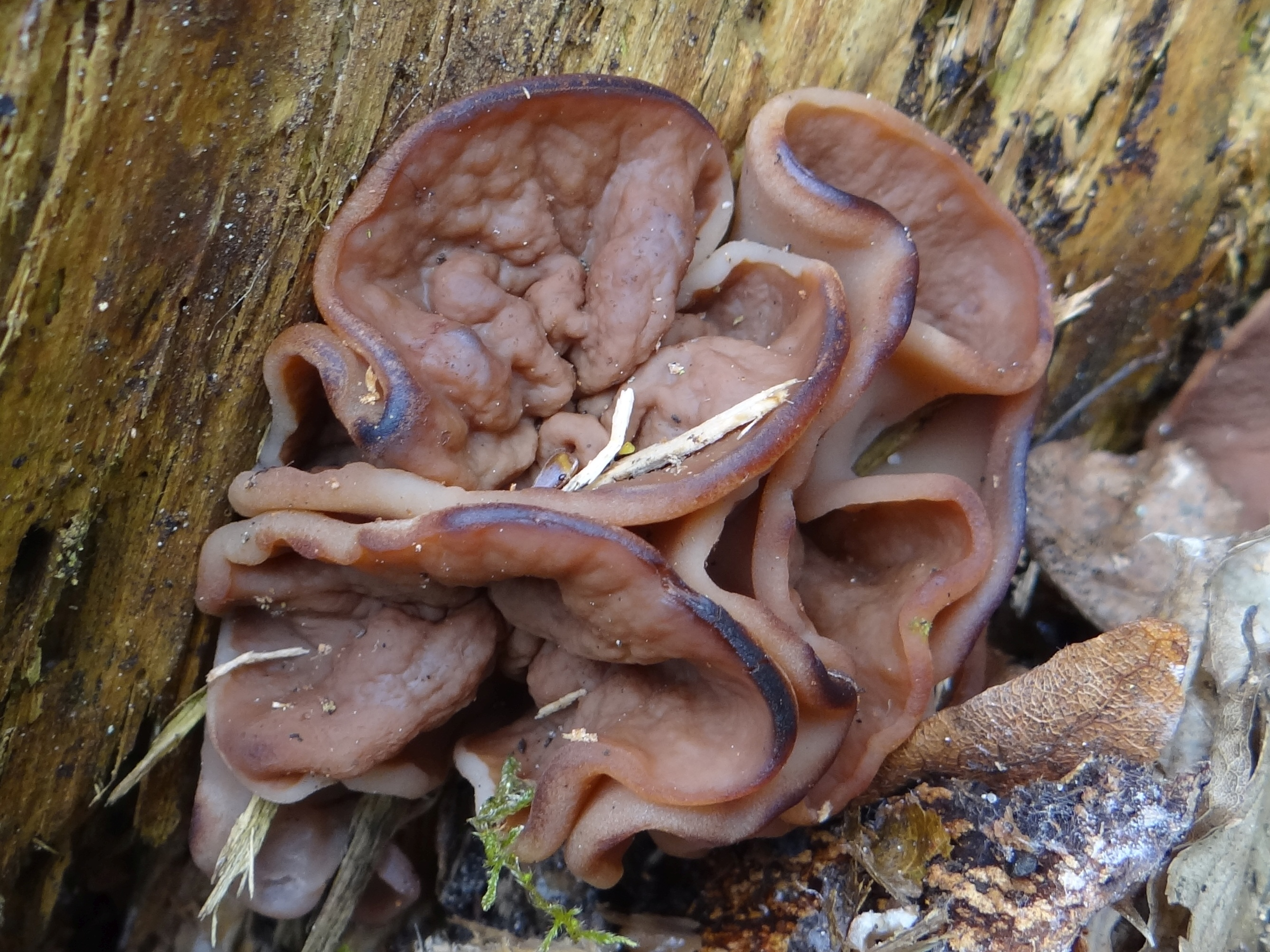

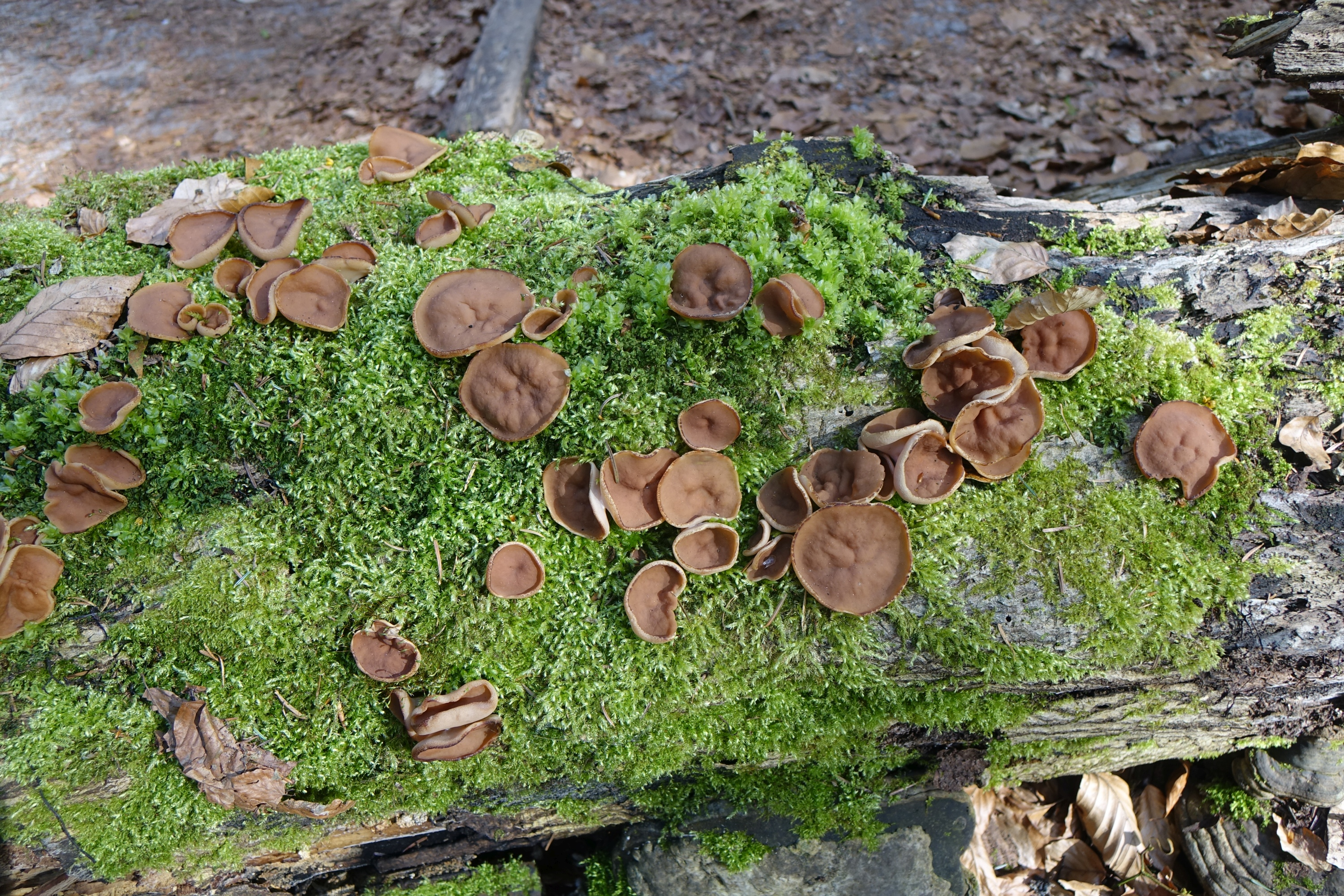

Krążkownica wrębiasta (Discina ancilis (Pers.) Sacc.) – gatunek grzybów należący do rodziny krążkownicowatych.

## Systematyka i nazewnictwo
Pozycja w klasyfikacji według Index Fungorum: Discina, Discinaceae, Pezizales, Pezizomycetidae, Pezizomycetes, Pezizomycotina, Ascomycota, Fungi.
Po raz pierwszy zdiagnozował go w 1822 r. Christiaan Hendrik Persoon nadając mu nazwę Peziza ancilis. Obecną, uznaną przez Index Fungorum nazwę nadał mu Pier Andrea Saccardo w 1889 r.
Synonimy:

- Acetabula ancilis (Pers.) Lambotte 1880
- Discina perlata (Fr.) Fr. 1849
- Discina perlata (Fr.) Fr. 1849 f. perlata
- Discina perlata (Fr.) Fr. 1849 var. perlata
- Gyromitra ancilis (Pers.) Kreisel 1984
- Gyromitra perlata (Fr.) Harmaja 1969
- Helvella ancilis (Pers.) Quél. 1886
- Peziza ancilis Pers. 1822
- Peziza ancilis Pers. 1822 var. ancilis
- Peziza perlata Fr. 1822

Nazwa polską według cM.A. Chmiel.

## Morfologia
Owocnik
O kształcie początkowo płaskim, rozpostartym, później miseczkowatym, półkulistym lub nieregularnym. Średnica 5–12 cm. Brzeg podwinięty. Powierzchnia górna o barwie ochrowej, żółtobrązowej, jasnobrązowej, cynamonobrązowej, gładka i promieniście karbowana. Powierzchnia dolna delikatnie omszona, o barwie od białawej do ochrowej i również promieniście karbowana.
Trzon
O grubości 1–2 cm, bardzo krótki (3–8 mm) i zagłębiony w podłożu. Jest pokryty karbami lub żebrami schodzącymi z dolnej powierzchni owocnika.
Miąższ
Bardzo cienki, bladosiwoochrowy, kruchy, bez wyraźnego zapachu i smaku.
Wysyp zarodników
Biały. Askospory wrzecionowato-eliptyczne, hialinowe, drobno brodawkowane z zaostrzonymi końcami, o rozmiarach 20–40 × 10–15 µm.
Gatunki podobne
Najbardziej podobna jest krążkówka żyłkowana (Disciotis venosa). Jest większa (ma średnicę do 20 cm) i nie rośnie na drewnie, lecz na ziemi w liściastych lasach. Ma gładkie zarodniki. Przyczepka falista (Rhizina undulata) rośnie latem na wypaleniskach oraz na korzeniach starych świerków. W środkowej części jest wypukła i ma białożółtawy brzeg.

## Występowanie i siedlisko
W Polsce gatunek dość częsty. Występuje głównie w lasach iglastych i mieszanych na próchniejącym drewnie świerka i sosny, zwłaszcza na próchniejących pniakach i u podstawy próchniejących pni drzew. Owocniki wytwarza wiosną – od marca do maja.
Nadrzewny grzyb saprotroficzny. Jest grzybem jadalnym.